# Nancy Cartwright
Nancy Campbell Cartwright (Dayton, 25 ottobre 1957) è un'attrice e doppiatrice statunitense, celebre per aver prestato la propria voce al personaggio di Bart Simpson nella serie animata I Simpson.

## Biografia
È la quarta dei sei figli di Frank e Miriam Cartwright.
Diplomata alla Kettering Fairmont High School, ha frequentato l'università dell'Ohio prima di trasferirsi all'UCLA, dove si laureò in teatro. Era allieva di Daws Butler (doppiatore noto per essere stato la voce di personaggi come Braccobaldo e Orso Yoghi).

## Carriera
Dal 1987, Nancy Cartwright è la voce di Bart Simpson, per la quale ha vinto un Emmy Award nel 1992. Inizialmente era stata scritturata come voce di Lisa, ma venne considerata più adatta per la parte di Bart. Presta la voce anche a molti altri personaggi dei Simpson, tra cui Nelson Muntz, Todd Flanders, Ralph Winchester e Patata.
Nancy Cartwright Ha lavorato anche in varie altre serie, tra le quali Le allegre avventure di Scooby-Doo e i suoi amici, Richie Rich (serie animata 1980), Alvin rock 'n' roll, Saturday Supercade, Rugrats, Kim Possible, dove doppia Rufus, The Replacements, Vola mio mini pony, Mio mini pony - Il film, Gli amici Cercafamiglia, Che papà Braccio di Ferro, Fantastico Max, Raw Toonage, Le avventure dei Chipmunk, Mowgli e il libro della giungla, Alla ricerca della Valle Incantata 6 - Il segreto di Saurus Rock, Wakko's Wish, I Simpson - Il film, Bonkers - Gatto combinaguai, Mignolo e Prof, Animaniacs, Snorky, Ecco Pippo, Junior combinaguai, Timon e Pumbaa, Toonsylvania, Mignolo e Prof., Mignolo, Elmyra e Prof., Futurama, Mike, Lu & Og, God, the Devil and Bob, Kim Possible - Viaggio nel tempo, Kim Possible - La sfida finale, I Griffin, The Replacements - Agenzia sostituzioni, Fanboy & Chum Chum ed I 7N.
Ha avuto anche parti da attrice in alcune serie tv e film, tra i quali Saranno famosi, Willy il principe di Bel-Air,Cin cin, Godzilla, Ai confini della realtà, L'amore e il sangue e 24.
Negli anni ottanta è venuta in Italia per incontrare Federico Fellini per ottenerne il permesso di adattare teatralmente il film La strada. I due non si incontrarono, ma l'attrice scrisse un diario del viaggio e successivamente scrisse insieme a Peter Kjenaas la commedia "In search of Fellini", in parte basata su quell'esperienza, che andò in scena a Los Angeles nel 1995 facendole vincere il premio "Drama-Logue".
Membro della chiesa di Scientology dal 1991, nel 2007 è stata premiata con il Patron Laureate Award dell'organizzazione dopo aver donato 10 milioni di dollari alla International Association of Scientologists.
Nel 2015 produce il film In search of Fellini, diretto da Taron Lexton, che vede la partecipazione di Jace Frank, Tyler Harding, Rod Fielder, Ksenia Solo, Mary Lynn Rajskub e Maria Bello. Il film viene girato a Venezia, Roma, Milano e Verona con Lorenzo Balducci, Andrea Osvárt e Paolo Bernardini.

## Filmografia

### Attrice

#### Cinema
- Ai confini della realtà (Twilight Zone: The Movie), regia di Joe Dante (1983)
- Catholic Boys (Heaven Help Us), regia di Michael Dinner (1985)
- L'amore e il sangue (Flesh and Blood), regia di Paul Verhoeven (1985)
- Godzilla, regia di Roland Emmerich (1998)

#### Televisione
- Diritto d'offesa (Skokie), regia di Herbert Wise – film TV (1981)
- Saranno famosi (Fame) – serie TV, episodi 2x23 e 3x09 (1983-1984)
- Cin cin (Cheers) – serie TV, episodio 4x05 (1985)
- Vita col nonno (Our House) – serie TV, episodio 1x22 (1987)
- Mr. Belvedere – serie TV, episodio 4x01 (1987)
- Il cane di papà (Empty Nest) – serie TV, episodio 1x13 (1989)
- Willy, il principe di Bel-Air (The Fresh Prince of Bel-Air) – serie TV, episodio 5x21 (1993)
- Baywatch Nights – serie TV, episodio 1x6 (1995)
- 24 – serie TV, episodio 6x11 (2007)
- Portlandia – serie TV, episodio 5x06 (2015)

### Doppiatrice

#### Cinema
- Mio mini pony - Il film (My Little Pony: The Movie), regia di Michael Joens (1986)
- Le avventure dei Chipmunk (The Chipmunk Adventures), regia di Janice Karman (1987)
- Chi ha incastrato Roger Rabbit (Who Framed Roger Rabbit), regia di Robert Zemeckis (1988)
- Piccolo Nemo - Avventure nel mondo dei sogni (リトル・ニモ), regia di Masami Hata (1989)
- La sirenetta (The Little Mermaid), regia di John Musker e Ron Clements (1989)
- Mowgli e il libro della giungla (The Jungle Book: Mowgli's Story), regia di Nick Marck (1998)
- Alla ricerca della Valle Incantata 6 - Il segreto di Saurus Rock (The Land Before Time VI: The Secret of Saurus Rock), regia di Charles Gorvenor (1998)
- Wakko's Wish, regia di Liz Holzman, Rusty Mills e Tom Ruegger (1999)
- I Rugrats nella giungla (Rugrats Go Wild), regia di Norton Virgien e John Eng (2003)
- I Simpson - Il film (The Simpsons Movie), regia di David Silverman (2007)
- Capitan Mutanda - Il film (Captain Underpants: The First Epic Movie), regia di David Soren (2017)

#### Televisione
- Albertone (Fat Albert and the Cosby Kids) – serie animata, 9 episodi (1980-1984)
- Richie Rich – serie animata, 35 episodi (1980-1984)
- Alvin rock 'n' roll (Alvin and the Chipmunks) – serie animata, 59 episodi (1983-1988)
- Gli Snorky (Snorks) – serie animata, 65 episodi (1984-1988)
- ABC Weekend Specials – serie animata, 3 episodi (1984-1994)
- I pronipoti (The Jetsons) – serie animata, episodio 2x39 (1985)
- Vola mio mini pony (My Little Pony 'n Friends) – serie animata, 17 episodi (1986-1987)
- Gli amici Cercafamiglia (Pound Puppies) – serie animata, 26 episodi (1986-1987)
- Che papà Braccio di Ferro (Popeye and Son) – serie animata, 3 episodi (1987)
- The Tracey Ullman Show – sketch comedy, 32 episodi (1987-1989)
- Superman – serie animata, episodio 1x03 (1988)
- Fantastico Max (Fantastic Max) – serie animata, 15 episodi (1988-1990)
- Dink il piccolo dinosauro (Dink, the Little Dinosaur) – serie animata, 5 episodi (1989)
- I Simpson (The Simpsons) – serie animata, 748 episodi (1989-in corso)
- Raw Toonage – serie animata, 12 episodi (1992)
- Tom & Jerry Kids (Tom & Jerry Kids Show) – serie animata, episodi 3x10 e 3x21 (1992)
- Ecco Pippo! (Goof Troop) – serie animata, 55 episodi (1992-1993)
- I Rugrats (Rugrats) – serie animata, 29 episodi (1992-2006)
- Bonkers - Gatto combinaguai (Bonkers) – serie animata, 5 episodi (1993)
- Animaniacs – serie animata, 20 episodi (1993-1996)
- La Pantera Rosa (The Pink Panther) – serie animata, 19 episodi (1993-1996)
- Aladdin – serie animata, 3 episodi (1994)
- The Critic – serie animata, 23 episodi (1994-1995)
- Le avventure di Felix il gatto (The Twisted Tales of Felix the Cat) – serie animata, 6 episodi (1995)
- Timon & Pumbaa – serie animata, episodio 1x04 (1995)
- Sesamo apriti (Sesame Street) – sketch comedy, episodio 28x01 (1996)
- Casper (The Spooktacular New Adventures of Casper) – serie animata, episodio 1x06 (1996)
- Toonsylvania – serie animata, 6 episodi (1998)
- Mignolo e Prof (Pinky and the Brain) – serie animata, episodio 4x07 (1998)
- Pinky, Elmyra & the Brain – serie animata, 25 episodi (1998-1999)
- Futurama – serie animata, episodio 1x08 (1999)
- God, the Devil and Bob – serie animata, 13 episodi (2000)
- Kim Possible – serie animata, 87 episodi (2002-2007)
- Kim Possible - Viaggio nel tempo (Kim Possible: A Stich in Time), regia di Steve Loter – film TV (2003)
- Lilo & Stitch (Lilo & Stitch: The Series) – serie animata, 3 episodi (2003-2005)
- I Rugrats da grandi (All Grown Up!) – serie animata, 51 episodi (2003-2008)
- Kim Possible - La sfida finale (Kim Possible Movie: So the Drama), regia di Steve Loter – film TV (2005)
- I Griffin (Family Guy) – serie animata, episodi 4x07 e 13x01 (2005, 2014)
- Leroy & Stitch, regia di Tony Craig e Bobs Gannaway – film TV (2006)
- The Replacements - Agenzia sostituzioni (The Replacements) – serie animata, 75 episodi (2006-2009)
- The Cleveland Show – serie animata, episodio 2x02 (2010)
- American Dad! – serie animata, episodio 9x07 (2013)
- I 7N – serie animata, episodio 1x07 (2014)
- Kim Possible, regia di Adam Stein e Zach Lipovsky – film TV (2019)
- I Rugrats (Rugrats) – serie animata, 37 episodi (2021-in corso)

## Doppiatrici italiane
Nelle versioni in italiano dei suoi film in live-action, Nancy Cartwright è stata doppiata da:
- Alida Cappellini in Ai confini della realtà
- Ilaria Stagni in Portlandia

Da doppiatrice è stata sostituita da:
- Ilaria Stagni ne I Simpson, The Tracey Ullman Show, I Simpson - Il film, Sesamo apriti, Futurama, The Cleveland Show, American Dad!
- Tatiana Dessi ne I Rugrats, I Rugrats da grandi, Kim Possible, Kim Possible - Viaggio nel tempo, Kim Possible - La sfida finale, Kim Possible - Il film
- Gilberta Crispino in I Rugrats nella giungla
- Laura Latini in Alla ricerca della valle incantata 6
- Monica Ward in Ecco Pippo!, Animaniacs
- Monica Bertolotti in The Replacements - Agenzia sostituzioni
- Emanuela Pacotto in Vola mio mini pony, Mio mini pony - Il film
- Marinella Armagni in Gli amici Cercafamiglia
- Stefanella Marrama in Bonkers - Gatto combinaguai
- Laura Boccanera in Aladdin
- Perla Liberatori in Toonsylvania
- Paola Majano in God, the Devil and Bob